# Dmitrij Szytikow
Dmitrij Siergiejewicz Szytikow (ros. Дмитрий Сергеевич Шитиков; ur. 21 stycznia 1986 w Tiumeni) – rosyjski hokeista.

## Kariera
- CSKA 2 Moskwa (2001-2004)
- Dynama Mińsk (2004)
- Amur Chabarowsk (2004-2005)
- Dinamo Moskwa (2005-2010)
- SKA Sankt Petersburg (2010-2011)
- HK WMF Sankt Petersburg (2010-2011)
- Siewierstal Czerepowiec (2011)
- Amur Chabarowsk (2011-2013)
- Sibir Nowosybirsk (2013)
- Witiaź Podolsk (2013-2017)
- HK Poprad (2017)
  -  HK Spišská Nová Ves (2017)
- Arłan Kokczetaw (2018-2021)
- Torpedo Ust-Kamienogorsk (2021-)

Wychowanek Gazowika Tiumeń. Od lipca 2013 zawodnik Witiazia Podolsk. W marcu 2014 przedłużył kontrakt z klubem o dwa lata. Odszedł z klubu w połowie 2017. Od października do listopada 2017 zawodnik słowackiego klubu HK Poprad. W lipcu 2018 został zawodnikiem kazachskiego Arłanu Kokczetaw. Od lipca 2021 zawodnik Torpedo Ust-Kamienogorsk.
Uczestniczył w turniejach mistrzostw świata juniorów do lat 18 edycji 2003, 2004.

## Sukcesy
Reprezentacyjne
- Brązowy medal mistrzostw świata juniorów do lat 18: 2003
- Złoty medal mistrzostw świata juniorów do lat 18: 2004

Klubowe
- Puchar Mistrzów: 2006 z Dinamem Moskwa
- Srebrny medal mistrzostw Rosji: 2009 z Dinamem Moskwa
- Puchar Spenglera: 2008 z Dinamem Moskwa, 2010 ze SKA Sankt Petersburg
- Puchar Kontynentalny: 2019 z Arłanem Kokczetaw
- Srebrny medal mistrzostw Kazachstanu: 2021 z Arłanem Kokczetaw

- Kazachska Wysszaja Liga w hokeju na lodzie (2020/2021):
  - Drugie miejsce w klasyfikacji strzelców w całym sezonie: 5 goli[8]